# Z pekla štěstí

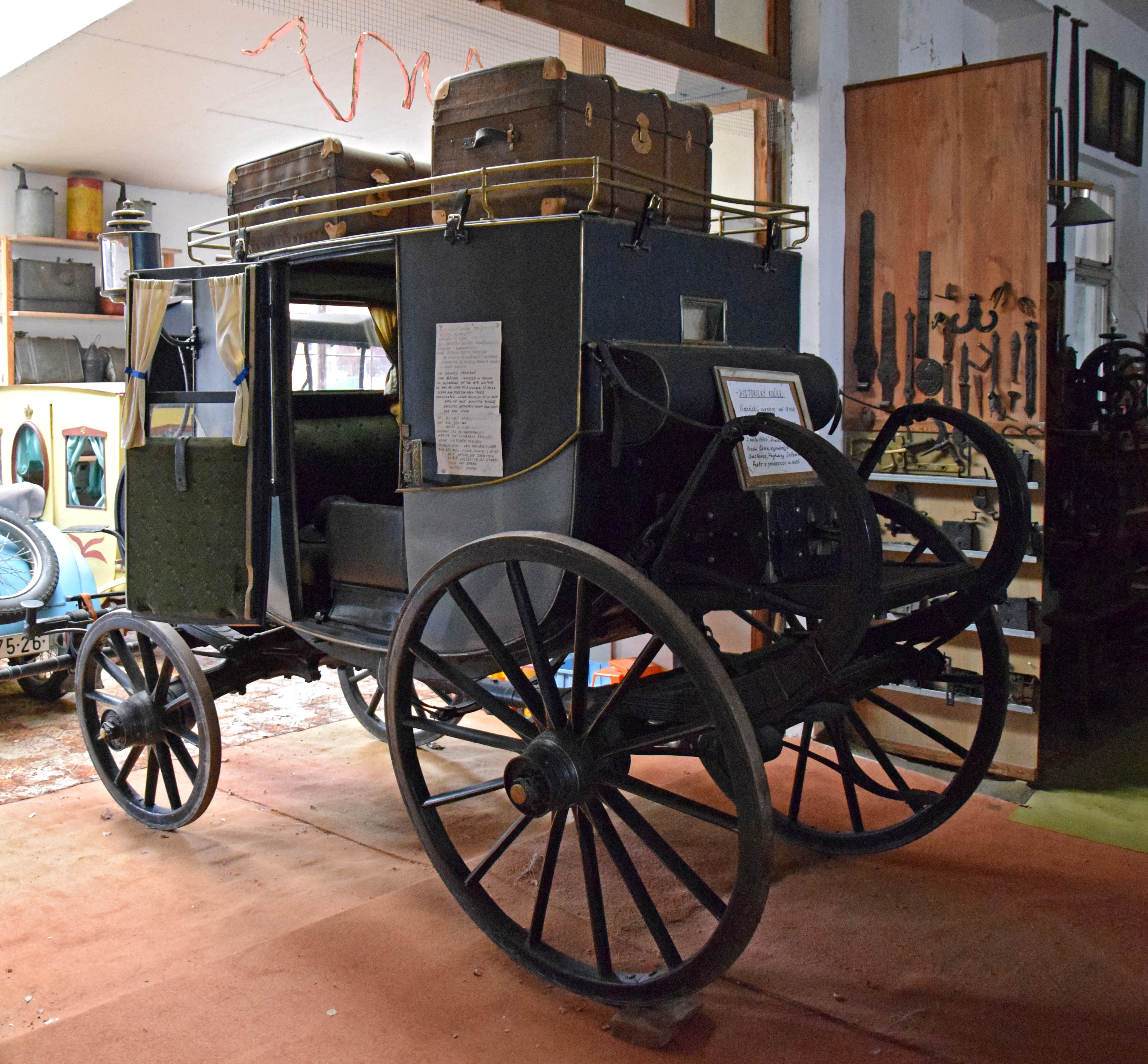
Kočár, typ Berlin, který posloužil jako rekvizita mj. v pohádce Z pekla štěstí

Z pekla štěstí je česká  pohádka režiséra Zdeňka Trošky z roku 1999 natočená na motivy pohádky Jana Drdy Český Honza. 
MÍSTA NATÁČENÍ:
Město a zámek Telč, hrad Roštejn, okres Jihlava, Vysočina 
Skanzen Přerov nad Labem, střední Čechy 
Český Krumlov, Jindřichův Hradec, Třeboň, jižní Čechy 

## Děj
Sedlák má 2 dcery – nevlastní hodnou a pracovitou Markýtku, která je služkou pro všechno. Oproti ní je tady jeho vlastní Dora, která je líná, panovačná a parádivá. U nich na statku slouží Honza, syn chudé vdovy (Milena Dvorská).Markýtka se do Honzy na první pohled zamilovala, stejně jako Honza do ní. Ale zato Dora by ho chtěla jen pro sebe. Večer vše řekne sedlákovi, protože už dávno pozoruje, co se na statku děje. Byl to právě Honza, který sedlákovi život zachoval, a to mu také Dora připomněla a kde by pak hledali nového pomocníka, když byly žně. Dora také sedlákovi řekla, že ho chce pro sebe. Ráno chtěl sedlák Honzovi dát Doru, ale Honza řekl, že stojí o jeho nevlastní dceru Markýtku. A tak uražená Dora podplatí velitele verbířů, aby Honzu vzali na vojnu. Verbíři přijdou na louku, ale Honza jim uteče do staré chatrče, kde přebývají dva čerti (Václav Vydra a Rudolf Kubík). Ti mu dají plášť, který učiní člověka neviditelným, brašnu přivolávající libovolný počet vojáků a plátýnko, prostírající ty nejlepší pochoutky. Na cestě potká tři kamarády, Kujbabu, Hnipírka a Valihracha, a všichni čtyři se vydají do královského města. Zatím Dora v noci vyžene ze statku Markýtku a ta se vydává na zámek, kde slouží kmotra Marjánka. Ve stejnou dobu přijíždí král Brambas, aby se ucházel o ruku princezny Eufrozíny. Brambas několikrát vzkázal, princezna ho ale nechce a tak přijel sám. Eufrozína má ale jiného ženicha, obávaného trojhlavého draka Bucifala. Princezna Eufrozína řekne Brambasovi o svém ženichovi, kterého mu pak ukáže. Jednoho dne Markýtka olízne kost a za to ji princezna odsoudí k trestu smrti, který v království hrozí, a sice pověšení na šibenici o pravém poledni. Nazítří v pravé poledne přijde Honza se svými kamarády do královského města na radu babičky, u které přenocovali. Osvobodí Markýtku, ale král s princeznou vše vidí a rozhodnou se, že pustí trojhlavého draka Bucifala. Honza však draka zabije a král tak zůstane bez mocné zbraně. Slibuje Honzovi půlku království a Eufrozínu za ženu, když však Honza odmítá, uspí ho a vhodí do vězení. A do vězení chce poslat i Honzovy kamarády, a tak pošle vojáky do hospody "U pavouka". Lidé začínají prchat z království a pak uteče i král s princeznou. Brambas začne vyhrožovat válkou a Honza ho za pomoci lidí z města porazí. Král mu opět nabízí princeznu a půlku království, ale protože už král Lamprechtus Úžasný nemá co rozkazovat, lidé jeho i princeznu seberou a hodí do vody. Pak se Honza stane králem a Markýtka královnou.
Příběh pokračuje snímkem Z pekla štěstí 2.

## Obsazení
- Miroslav Šimůnek – Honza (namluvil Filip Blažek)
- Michaela Kuklová – Markýtka
- Dana Morávková – Dora
- Radoslav Brzobohatý – sedlák
- Vladimír Brabec – král Lamprechtus Úžasný
- Sabina Laurinová – princezna Eufrozína
- Daniel Hůlka – král Brambas
- Lukáš Vaculík – Kujbaba
- Ivo Themier – Hnipírek
- Karel Liebl – Valihrach (namluvil Vlastimil Zavřel)

a další ...